# Barbara Focke
Barbara Focke (*  1945 in Arolsen) ist eine deutsche Schauspielerin und Regisseurin.

## Leben

### Ausbildung und Theater
Focke wurde in Nordhessen geboren und wuchs in Neuss auf. Sie absolvierte eine Schauspielausbildung an der Folkwang Hochschule in Essen. Sie hatte im Verlauf ihrer Karriere zahlreiche Engagements als Theaterschauspielerin. Focke spielte ein breites Repertoire, das Stücke von William Shakespeare, das klassische europäische Theaterrepertoire, die deutschsprachigen Autoren der Klassik, insbesondere aber auch Stücke der Moderne und des zeitgenössischen Theaters umfasste. Focke wurde anfangs im Rollenfach der jugendlichen Heldin und der jugendlichen Liebhaberin besetzt, übernahm jedoch bald auch verstärkt das Charakterfach.
Ihr erstes Festengagement hatte sie am Staatstheater Oldenburg (1975–1977). Dort spielte sie unter anderem die Titelrolle in Minna von Barnhelm (1975), die Natascha in Drei Schwestern (1976) und 1977 die Nadeshda in dem selten gespielten Theaterstück Barbaren von Maxim Gorki. Danach war sie als freie Schauspielerin und als Gastschauspielerin an verschiedenen Theatern tätig. Es folgten Engagements an den Hamburger Kammerspielen (1978, als Hausmädchen Mitzi in dem Kriminalstück Scherz beiseite von Agatha Christie, Regie: Jürgen Roland; 1979 als Schwiegertochter Marianne Neumeister in dem Schwank Der Raub der Sabinerinnen) und am Hamburger Thalia Theater (1982, als Mutter in einer Bühnenfassung von Peter Pan, Regie: Knut Hinz).
1980 gründete Focke in Hamburg das „Theater der Teilung“, das sie bis heute leitet. Dort war sie regelmäßig als Schauspielerin und Regisseurin tätig und realisierte zahlreiche eigene Inszenierungen, unter anderem Duett für eine Stimme von Tom Kempinski (1989/1990), Maria Stuarda von Dacia Maraini (1991), Die Töchter von Catherine Hayes (1991/1992), Die Kleider des Stars von Helmut Kajzar (1992/1993) und Kunst (2009). Seit Ende der 1990er Jahre begann sie, auch an anderen Bühnen regelmäßig Regie zu führen; unter anderem inszenierte sie 1997 die Uraufführung des Stückes Allergie von Verena Kanaan am Theater Drachengasse in Wien und 1998 die deutschsprachige Erstaufführung des Stückes Jordan (Anna Reynolds/Moira Buffini). 1998 führte sie Regie bei der Inszenierung des Theaterstücks Die Zoogeschichte von Edward Albee an der Komödie Winterhuder Fährhaus.
In den 1980er Jahren arbeitete sie als Schauspielerin häufig in Wien. Sie trat am Volkstheater Wien (1983 als Mutter in Vatermord von Arnolt Bronnen, Regie: Wilfried Baasner; 1986/1987 u. a. als Generalin in der Revue Weihnachten an der Front von Jérôme Savary) und 1985/1986 bei den Wiener Festwochen, als Frau Bergmann (Wendlas Mutter) in Frühlings Erwachen, auf. 1986 trat sie bei den Domfestspielen Bad Gandersheim in der Rolle der Magd Olivia in der Shakespeare-Komödie Was ihr wollt auf. In den 1980er Jahren wirkte sie auch bei zwei Tourneetheater-Produktionen der Theaterproduktion Landgraf mit, so 1987/88 in Jacques, der Fatalist und 1989/90 als Madame Jourdain in Der Bürger als Edelmann.
Weitere Rollen übernahm sie an den Westfälischen Kammerspielen in Paderborn (1992 als Mutter in Hase Hase), am Rheinischen Landestheater Neuss (dort 2002 die Titelrolle in dem Schwank Charleys Tante) und seit 2003 wieder an den Hamburger Kammerspielen. Dort trat sie zuletzt, unter der Regie von Michael Bogdanov, 2006 in dem Theaterstück Der Garderobier von Ronald Harwood auf.

### Film und Fernsehen
Focke wirkte auch in einigen Kinofilmen mit. Sie spielte die Rolle von Davids Mutter in dem österreichischen Liebesfilm Herzklopfen (1985), Simons Mutter in dem Liebesdrama Hunger – Sehnsucht nach Liebe (1997) von Dana Vávrová, als überzeugte Nazi-Nachbarin Frau Ude in dem Liebesfilm Aimée & Jaguar (1999) und in den deutschen Filmkomödien Kebab Connection (2004) und Am Tag als Bobby Ewing starb (2005) mit.
Seit den 1990er Jahren arbeitete Focke hauptsächlich für das Fernsehen. Sie war in zahlreichen Fernsehfilmen und Fernsehserien in unterschiedlichen Rollen zu sehen. Sie verkörperte elegante Damen, verhärmte Gattinnen, mitfühlende Hausangestellte und Großmütter, oft auch Autoritätspersonen.

#### Fernsehfilme
In der Donna Leon-Verfilmung Venezianische Scharade (2000) verkörperte sie die Rolle der Signora Mascari, die sich an die Polizei wendet und den toten Transvestiten als ihren seit einer Woche vermissten Mann identifiziert. In den ARD-Liebesromanzen Der Zauber des Rosengartens (2000) und Lauras Wunschzettel (2005) spielte sie jeweils die Mutter der weiblichen Hauptdarstellerinnen Barbara Wussow und Christine Neubauer. 2002 war sie in dem Filmdrama Die Novizin an der Seite von Kathrin Kühnel als Novizenmeisterin Schwester Bénédicta zu sehen.
In der ZDF-Komödie Alter vor Schönheit (2008) übernahm sie die kurze, aber einprägsame Nebenrolle der Firmenchefin Frau Bechtel, die sich für eine Werbekampagne mit älteren, nicht-retuschierten Models ausspricht. In dem romantischen Liebesfilm Schwarzwaldliebe (2009) stellte sie, an der Seite von Siegfried Rauch, mit schwäbischem Idiom die liebevolle Altbäuerin Gertrude Lindner dar. In dem ZDF-Sonntagsfilm Das Paradies in uns (2013) aus der Herzkino-Reihe spielte sie die Mutter der weiblichen Hauptfigur, die von Katja Flint dargestellt wurde. In dem Fernsehfilm Drei Väter sind besser als keiner (Erstausstrahlung: März 2016) hatte sie zwei Kurzauftritte als Schwägerin eines verstorbenen Pastors, die heimlich in ihn verliebt war. In dem ZDF-„Herzkino“-Film Katie Fforde: Du und ich (Erstausstrahlung: Mai 2016) spielte sie die Mitbesitzern einer Apfelplantage und Mutter der männlichen Hauptfigur. In der ZDF-Krimireihe Unter anderen Umständen hatte sie in der Episode Liebesrausch (Erstausstrahlung: Dezember 2017) eine Nebenrolle als Schwiegermutter der ermittelnden Kriminalhauptkommissarin Jana Winter (Natalia Wörner). In dem Helen-Dorn-Krimi Die letzte Rettung (2021) spielte sie die Apothekerin Uta Jessen.
Außerdem wirkte sie in mehreren Episoden der Krimireihe Tatort, zuletzt 2010 als Herta Fromm, Ehefrau des unter Mordverdacht stehenden ehemaligen Polizeichefs Rudi Fromm, in dem Sänger/Dellwo-Tatort Am Ende des Tages, mit.

#### Fernsehserien
Focke hatte außerdem regelmäßig Episodenrollen in zahlreichen Fernsehserien, unter anderem in den Fernsehserien Der Bulle von Tölz, Großstadtrevier, Edel & Starck, Dr. Sommerfeld – Neues vom Bülowbogen, Der Ermittler, Notruf Hafenkante (2007, als Käthe Dietrich, Mutter der Serienhauptrolle Dr. Dietrich), Die Kommissarin (2006, als Millionärsgattin Sybille Theisen), SOKO Köln und Küstenwache. Eine durchgehende Serienrolle hatte sie außerdem von 2005 bis 2007 als Sekretärin Iris Brenner in der ARD-Anwaltsserie Der Dicke.
In der ARD-Krankenhausserie In aller Freundschaft war sie 2008 und 2011 zu sehen, zuletzt 2011 als Mutter einer Pferdezüchterin, die sich wegen einer Hüftoperation in der Sachsenklinik behandeln lässt. Im Jahre 2010 übernahm sie eine Nebenrolle in der ARD-Fernsehserie Rote Rosen (Folge 723 bis 731). Sie verkörperte dort die Medizinprofessorin Dr. Thies, die Mutter der Serienrolle Dr. Britta Thies. Im März 2011 (Folge 992 bis 995) war sie erneut in dieser Rolle zu sehen. Ihre wiederkehrende Serienrolle spielte Focke weiterhin auch in den Jahren 2012–2014.
In der ZDF-Serie Bettys Diagnose (2017) war Focke in einer Episodenrolle als schwerkranke Patientin Bärbel Plum zu sehen. In der 8. Staffel der Familienserie Familie Dr. Kleist (2018) hatte sie, an der Seite von Pauline Rénevier, eine Episodenhauptrolle als Nachhilfelehrerin Martha Kemmer, die unbedingt ihre Enkeltochter kennenlernen möchte. In der 17. Staffel der ZDF-Serie SOKO Wismar (2020) übernahm Focke eine der Episodenrollen als Mutter eines tatverdächtigen Rechtsanwalts. In der 23. Staffel der ZDF-Krimiserie Die Rosenheim-Cops (2023) hatte sie eine weitere Episodenhauptrolle als exzentrische Millionärin Gisela Bindrum.

### Sprecherin
Focke arbeitete auch als Sprecherin für Hörspiele. Sie wirkte unter anderem bei dem Hörspiellabel Europa in den Hörspielen Die drei ??? und Die singende Schlange (1981), Die drei ??? und Die Höhle des Grauens (2003) und Die drei ??? und Das versunkene Dorf aus der Hörspielreihe Die drei ??? mit.

### Malerei
Focke widmete sich seit einigen Jahren autodidaktisch auch der Malerei. Schwerpunktmäßig entstanden Porträts. Focke selbst sieht sich als „Porträtmalerin von Tieren und Menschen“. Ihre erste eigene Ausstellung mit Tierporträts und Porträts von Dorfbewohnern fand 2004 in Valluhn bei Zarrentin statt. 2006 folgte in Hamburg die Ausstellung Hanseatische Porträts, unter anderem mit Porträts von Jürgen Roland, Rochus Bassauer und Hannelore Hoger.

### Privates
Focke war mit dem Maler Walter Focke verheiratet und ist Mutter einer mittlerweile erwachsenen Tochter, die in Zürich lebt. Sie lebt mit ihrem jetzigen Lebenspartner Holger Schnitgerhans, dem ehemaligen Chefredakteur der Merian-Reisemagazinreihe, in Hamburg und in einem Dorf am Schaalsee in Mecklenburg-Vorpommern.

## Filmografie (Auswahl)
- 1979: Pariser Geschichten (Fernsehserie)
- 1980: St. Pauli-Landungsbrücken (Fernsehserie, eine Folge)
- 1981: Tatort – Duisburg-Ruhrort (Fernsehreihe)
- 1983: Konsul Möllers Erben (Fernsehserie)
- 1984: Jagger und Spaghetti
- 1985: Herzklopfen
- 1992: Einer zahlt immer (Fernsehfilm)
- 1997: Lea Katz – Die Kriminalpsychologin: Das wilde Kind
- 1997: Der Bulle von Tölz: Tod auf Tournee
- 1997: Hunger – Sehnsucht nach Liebe
- 1997: Tatort – Undercover-Camping
- 1998: Die Bubi-Scholz-Story (Fernsehfilm)
- 1998: Großstadtrevier (Fernsehserie, Folge: Alles wird gut)
- 1998: Das Miststück (Fernsehfilm)
- 2000: Verbotenes Verlangen – Ich liebe meinen Schüler (Fernsehfilm)
- 2000: Das Geheimnis des Rosengartens (Fernsehfilm)
- 2000: Donna Leon – Venezianische Scharade (Fernsehreihe)
- 2002: Die Novizin (Fernsehfilm)
- 2002: Problemzone Mann (Fernsehfilm)
- 2002: Edel & Starck (Fernsehserie, Folge: Alter vor Schönheit)
- 2003: Kunden und andere Katastrophen (Fernsehserie, 10 Folgen)
- 2003: Der Ermittler (Fernsehserie, Folge: Heimlich beobachtet)
- 2003: Dr. Sommerfeld – Neues vom Bülowbogen (Fernsehserie, Folge: Eine Liebe fürs Leben)
- 2004: Kebab Connection
- 2004: Die schöne Braut in Schwarz
- 2005: Am Tag als Bobby Ewing starb
- 2005: Lauras Wunschzettel (Fernsehfilm)
- 2006: Die Kommissarin (Fernsehserie, Folge: Wer die Braut erschießt)
- 2007; 2011: Notruf Hafenkante (Fernsehserie, 2 Folgen: Boje unter Verdacht; Der letzte Vorhang)
- 2007: Beim nächsten Tanz wird alles anders (Fernsehfilm)
- 2008: Alter vor Schönheit (Fernsehfilm)
- 2008: Wenn wir uns begegnen (Fernsehfilm)
- 2008; 2011: In aller Freundschaft (Fernsehserie, 3 Folgen)
- 2009: Küstenwache (Fernsehserie, Folge: Tödliche Gier)
- 2009; 2012: SOKO Köln (Fernsehserie, 2 Folgen: Damenwahl; Der letzte Welpe)
- 2009: Schwarzwaldliebe (Fernsehfilm)
- 2010: Tatort – Am Ende des Tages
- 2010–2014: Rote Rosen (Fernsehserie; Seriennebenrolle)
- 2013: Das Paradies in uns (Fernsehfilm)
- 2013: Wenn es am schönsten ist (Fernsehfilm)
- 2014: Ein Fall für zwei (Fernsehserie, Folge: Tödliche Vergangenheit)
- 2016: Drei Väter sind besser als keiner (Fernsehfilm)
- 2016: Katie Fforde: Du und ich (Fernsehreihe)
- 2017: Bettys Diagnose (Fernsehserie, Folge: Neuanfang)
- 2017: Unter anderen Umständen – Liebesrausch (Fernsehreihe)
- 2017: Eltern allein zu Haus: Frau Busche (Fernsehreihe)
- 2018: Familie Dr. Kleist (Fernsehserie, Folge: Blutsbande)
- 2019: Ostfrieslandkrimis: Ostfriesensünde (Fernsehreihe)
- 2020: SOKO Wismar (Fernsehserie, Folge: Die Sprache der Wunden)
- 2021: Helen Dorn: Die letzte Rettung (Fernsehreihe)
- 2022: Neben der Spur – Die andere Frau (Fernsehreihe)
- 2023: Die Rosenheim-Cops (Fernsehserie, Folge: Kein toter Pfarrer)
- 2025: Lillys Verschwinden (Fernseh-Zweiteiler)

## Hörspiele (Auswahl)
- Wer sich umdreht oder lacht ... von John von Düffel, Regie: Christiane Ohaus, Radio Bremen 2011.